# チャウタイン県 (ロンアン省)
チャウタイン県（チャウタインけん、ベトナム語：Huyện Châu Thành / 縣週城?）は、ベトナム社会主義共和国ロンアン省の県。面積は155.244km²、人口は109,812人（2019年）である。

## 行政区画
以下の1市鎮12社から構成される。
- タムヴー市鎮（Tầm Vu / 潯圩）
- アンルックロン社（An Lục Long / 安陸隆）
- ビンクオイ社（Bình Quới / 平貴）
- ズオンスアンホイ社（Dương Xuân Hội / 陽春會）
- ヒエップタイン社（Hiệp Thạnh / 協盛）
- ホアフー社（Hoà Phú / 和富）
- ロンチ社（Long Trì / 龍池）
- フーガイチー社（Phú Ngãi Trị / 富義治）
- フオックタンフン社（Phước Tân Hưng / 福新興）
- タインフーロン社（Thanh Phú Long / 清富隆）
- タインヴィンドン社（Thanh Vĩnh Đông / 清永東）
- トゥアンミー社（Thuận Mỹ / 順美）
- ヴィンコン社（Vĩnh Công / 永公）